# Liga Mundial de Polo Aquático Feminino de 2004
A Liga Mundial de Polo Aquático Feminino de 2004 foi a primeira edição da Liga Mundial Feminina, organizado pela FINA. A Super Final aconteceu em Long Beach, Estados Unidos, com a vitória da Seleção Estadunidense Feminina de Polo Aquático.

## Fase de Grupos

### Grupo A
|    | Time           | Pontos | J | V | E | D | GM | GS | SG  |
| -- | -------------- | ------ | - | - | - | - | -- | -- | --- |
| 1. | Rússia         | 9      | 3 | 3 | 0 | 0 | 31 | 19 | +12 |
| 2. | Estados Unidos | 7      | 3 | 2 | 0 | 1 | 24 | 21 | +3  |
| 3. | Grécia         | 5      | 3 | 1 | 0 | 2 | 26 | 22 | +4  |
| 4. | Cazaquistão    | 3      | 3 | 0 | 0 | 3 | 12 | 31 | –19 |

### Grupo B
|    | Time      | Pontos | J | V | E | D | GM | GS | SG  |
| -- | --------- | ------ | - | - | - | - | -- | -- | --- |
| 1. | Itália    | 9      | 3 | 3 | 0 | 0 | 30 | 20 | +10 |
| 2. | Hungria   | 7      | 3 | 2 | 0 | 1 | 21 | 17 | +4  |
| 3. | Canadá    | 4      | 3 | 1 | 0 | 2 | 27 | 36 | -9  |
| 4. | Austrália | 3      | 3 | 0 | 0 | 3 | 23 | 28 | -5  |

## Semi-finais
- Sabado 26 de junho, 2004

| Grécia | 8–7  | Austrália   |
| Canadá | 10–5 | Cazaquistão |

| Rússia         | 7–8  | Hungria |
| Estados Unidos | 10–9 | Itália  |

## Final
- Domingo 27 de junho, 2004

| Austrália | 9–2 | Cazaquistão |
| Grécia    | 5–6 | Canadá      |

| Rússia  | 14–15 | Itália         |
| Hungria | 10–12 | Estados Unidos |

## Classificação final
| \| Posição \| Seleção \| \| ------- \| -------------- \| \| \| Estados Unidos \| \| \| Hungria \| \| \| Itália \| \| 4. \| Rússia \| \| 5. \| Canadá \| \| 6. \| Grécia \| \| 7. \| Austrália \| \| 8. \| Cazaquistão \| |                |
| Posição | Seleção        |
| | Estados Unidos |
| | Hungria        |
| | Itália         |
| 4. | Rússia         |
| 5. | Canadá         |
| 6. | Grécia         |
| 7. | Austrália      |
| 8. | Cazaquistão    |

## Artilheiras
| Pos. | Nome                      | Gols |
| ---- | ------------------------- | ---- |
| 1.   | Stavroula Kozompoli (GRE) | 12   |
| 1.   | Tania di Mario (ITA)      | 12   |
| 3.   | Meiania Grego (ITA)       | 11   |
| 3.   | Brenda Villa (USA)        | 11   |
| 5.   | Sofia Konoukh (RUS)       | 10   |
| 5.   | Elise Norwood (AUS)       | 10   |
| 5.   | Johanne Bégin (CAN)       | 10   |
| 5.   | Maria Yaina (RUS)         | 10   |
| 9.   | Valerie Dionne (CAN)      | 9    |
| 9.   | Mercedes Stieber (HUN)    | 9    |